# Correa (Santa Fe)
 La comuna de Correa se encuentra en el Departamento Iriondo, provincia de Santa Fe, Argentina, a 200 km de Santa Fe (capital), 15 de Cañada de Gómez (cabecera departamental), y 58 km al noroeste de la ciudad de Rosario, por la Ruta Nacional 9.

## Localidades y Parajes
- Correa 10,020 habitantes (Indec, 2010)
- Parajes
  - Estación Berretta (Pueblo María Luisa Correa)
  - Estancia San Pedro
  - Estancia San José
  - Estancia Santa Clara

## Santa Patrona
- Nuestra Señora de la Merced, festividad: 24 de septiembre.

## Historia

### Primeros nombramientos
Correa fue surgiendo como un caserío rural y zona de estancias al promediar el siglo XIX hasta producirse su fundación en el año de 1875, siendo fundamental para su crecimiento la apertura de su estación ferroviaria.
Fue sitio de fortines, malones de indios y gauchos que protegían y trabajaban la tierra.
A medida que el primitivo pueblo iba desarrollándose, surgían también las primeras necesidades cuyas soluciones había que afrontar. Como toda comunidad organizada, era imprescindible una autoridad para preservar el orden y administrar justicia. Para aquellos tiempos ambos poderes se centraban en el juez de paz (aún no había sido creado el Registro Civil). Por lo que también suponía parte de la tarea que actualmente cumple el destacamento policial.
¿Quién fue, entonces, el primer juez de paz de nuestro pueblo? La respuesta nos la da el propio interesado, ya que hemos hallado una carta por él dirigida el 26 de junio de 1883 al entonces ministro de Gobierno de la Provincia. Uno de sus párrafos dice textualmente: “... desempeñando actualmente el de Teniente Juez del pueblo de Correa y su partido desde hace cuatro años...// La carta lleva una firma: Pablo S. Machado. De ello deducimos que el firmante inició en 1879 dichas tareas como Teniente Juez, vale decir, como una especie de “delegado”, reconocido pero sin título oficial y por ende sin retribución (la carta se dirigió para conseguirla). De la misma carta y de otra solicitud de vecinos (21-X-1885) reclamando lo mismo y expresando su conformidad con el correcto proceder del mencionado, con fecha 26 de octubre (apenas 5 días después de la petición), se expide el decreto nombrando a Pablo S. Machado como primer juez de paz de Correa. A todo esto y también por iniciativa de los vecinos, se levanta la primera escuela, en el mismo solar que la actual, y por decreto del 21 de agosto de 1884 se designa a Juan Deluz como primer maestro de la misma.
El 15 de abril de 1899 se crea por decreto el Registro Civil para nuestra localidad y dos días después otro decreto complementario nombra a Doña Clara Alberdi de Correa.
Los actos de culto eran atendidos por los Curas Párrocos vecinos y algunos que venían de Rosario hasta el año 1908 en que el entonces Obispo de Santa Fe, Mons. Agustín Boneo, dio nombramiento de primer Cura Párroco de Correa al P. Sebastián Valbona.

### Primeras instituciones

#### La Sociedad Italiana
El panorama de nuestro pueblo queda así bastante completo en sus aspectos esenciales: el resto habrían de hacerlo las instituciones de bien público que son la resultante obligada de toda comunidad progresista.
No es de extrañar así, que en 1906 surja a la actividad local la primera institución de tal carácter: se trata de la Sociedad Italiana de Socorros Mutuos. La gran mayoría de la población y la colonia pertenecía a la colectividad italiana y entre ellos ya se dejaba sentir el ideal de la ayuda mutua, como entonces se decía.
Luego de las obligadas conversaciones iniciales, el 17 de junio de 1906 se reúnen 26 vecinos de dicha nacionalidad y dejan constituida la entidad decana del pueblo, indicándose como propósito esencial de la misma “mantener vivo el amor a la Patria; promover la unión y prestar ayuda a los socios en las enfermedades, indigencia o inhabilitación para el trabajo”.
Se cumple activamente el plan de trabajo trazado y por varios años se hacen famosas las fiestas organizadas por sus directivos para allegar fondos con que subvenir al cumplimiento del mismo plan y esto con los más halagüeños resultados.
Tan es así que el 13 de septiembre de 1908 se procede a la inauguración del magnífico salón de actos, con pocas variantes del actual, verdadera avanzada para su época y legítimo orgullo para la Sociedad y el pueblo mismo.

#### Club Atlético Correa (La cañonera roja)
La segunda de las instituciones locales y por muchos años la más importante dentro del plano social y deportivo. Surgió a la actividad local en un momento sumamente difícil en la historia de Correa, pero respondiendo a una sentida necesidad: la práctica del deporte y la comunicación social. Fue el 28 de abril de 1917. Inicialmente se concretó el ideal de su fundación a través del fútbol, canalizando así naturales inclinaciones de la juventud de todos los tiempos. Para ello se contó con lo que hoy son sus magníficas instalaciones, primero en cesión a título precario y luego en posesión definitiva.
Cambian los tiempos, y en la década de los años 40 la entidad cobra nuevo impulso que hace variar en forma fundamental su trayectoria. El 10 de marzo de 1942 se concreta el sueño de la sede propia mediante la adquisición del solar que actualmente ocupa el buffet, para ampliar cinco años después el inmueble con la compra de la esquina que actualmente ocupa el cine.
A fines de 1948 sus directivos estudian la posibilidad de iniciar precisamente esa actividad: dividiendo todo el inmueble, se adapta una parte para la sala de espectáculos cinematográficos, con resonante éxito y cálida adhesión de público, se inaugura el 28 de mayo de 1949 con la película “Pelota de Trapo”.
Años después se remodela la sala, pasándose atrás el buffet, en forma tal que ambos lugares adquieren amplias dimensiones. En 1955 se construyen nuevas instalaciones para el buffet, cerrando y techando la entrada de pista, inaugurándose el domingo 29 de mayo de dicho año.
Quedaría incompleto este capítulo si no dejáramos constancia de que en los años 1922, 1933, 1950, 1964 y 1971 quienes vestían su casaca lograron el título máximo de Campeones.

#### Tenis Club Correa
Primera fundación en 1940 con el nombre de Lawn Tenis Club Correa
Refundación y crecimiento: Tenis Club Correa en1962 con la Compra del nuevo predio y traslado de la sede al actual lugar. Ruta Nac n.º 9. 
1966 Ampliación: Natatorio de verano, Se inaugura el primer natatorio en Correa.
1983 Ampliación del predio, Se equipó el bufet, se añadieron parrilleros y mesas, y se construyó la cancha de vóley.
1991 Ampliación: Gimnasio cubierto y cancha de paddle. Se dan por finalizadas ambas obras, donde se procede a una inauguración.
2008 Renovación gimnasio cubierto. Se realiza la incorporación del piso parqué al gimnasio.
2012 Se llevó a cabo la inauguración de la obra de la pileta climatizada. Ampliación: Natatorio climatizado
2022 Ampliación: Baños y vestuarios. Se da por finalizada e inaugurada la obra de nuevos baños y vestuarios.
Tenis Club Correa es una institución que hoy alberga más de 1.900 socios, alrededor de 600 deportistas y aproximadamente 15 profesores. Personas desarrollando tareas administrativas y de mantenimiento, y un sinfín de colaboradores en cada disciplina.
Existen mejoras diarias en sus instalaciones, enfocadas en perfeccionar día a día las disciplinas deportivas que se practican en el club.
La tarea no solo se centra en el ambiente deportivo, sino también en brindar un espacio humano y fraternal para todos los socios y la comunidad, ayudando así al desarrollo social.

## Ciudadanos ilustres
- Dr. Daniel Fernando Alonso: Director del Laboratorio de Oncología Molecular de la Universidad Nacional de Quilmes, distinguido con el Premio Bernardo Houssay. La Comuna de Correa lo nombró Ciudadano Ilustre por sus trabajos sobre el cáncer.
- Néstor Martin: Plástico y filatelista del Correo Argentino y de OCA. La Comuna de Correa lo nombró Ciudadano Ilustre por su labor en la plástica.[2]
- Horacio Calcaterra: Exfutbolista de Rosario Central y con paso en diversos equipos de la liga peruana. Jugó por la selección del Perú.

## Fiesta provincial de la pizza
- Festejo desarrollado cada verano, lo organiza el Club Atlético Correa, con una pizza de más de 60 metros y la presencia de artistas, entre ellos un clásico de cada año, Los Palmeras.

## Medios de Comunicación
- Radio FM Alas (también por internet), propietario: Fernando G. Iuorno.
- Cable Correa Radiovisión, propietarios: Humberto Ceretani y Marcelo Tulissi.
- Fm Correa 100.3, propietarios Flia Castricini. Belgrano 1446.

## Fuente
- Canavera, Ignacio M. Pbro. Centenario de Correa.